# Malito
Malito est une commune de la province de Cosenza, dans la région de Calabre, en Italie.

## Administration
| Période                                  | Période  | Identité            | Étiquette       | Qualité |
| ---------------------------------------- | -------- | ------------------- | --------------- | ------- |
| 14 juin 2004                             | En cours | Mario Guzzo Foliaro | centre - gauche |         |
| Les données manquantes sont à compléter. |          |                     |                 |         |

### Communes limitrophes
Altilia, Belsito, Dipignano, Domanico, Grimaldi (Italie), Paterno Calabro